# Christian Muselet
Christian Muselet (* 18. April 1952 in Le Portel) ist ein ehemaliger französischer Radrennfahrer.

## Sportliche Laufbahn
Muselet war im Bahnradsport und im Straßenradsport aktiv. Als Amateur gewann er die Eintagesrennen Paris–Magny 1971 und Paris–Vierzon 1976. Im Einzelzeitfahren Grand Prix de France 1976 wurde er Dritter. In der Internationalen Friedensfahrt 1976 schied er aus.
1977 trat er zu den Berufsfahrern über und erhielt einen Vertrag im Radsportteam Flandria-Velda. Er blieb bis 1980 als Radprofi aktiv. 1979 siegte Muselet im Etappenrennen Circuit cycliste Sarthe vor Michal Klasa und gewann eine Etappe. 1980 gewann er den Grand Prix du Morbihan.
Zweite Plätze holte Muselet 1979 bei Nizza–Alassio und im Grand Prix d’Isbergues. 1978 kam er in der Tour de France auf den 53. Platz.
Im Bahnradsport wurde er 1975 bei den Amateuren Vize-Meister in der Mannschaftsverfolgung und 1976 Dritter in der Einerverfolgung. Bei den Profis wurde er 1977 hinter Yves Hézard Zweiter in der Einerverfolgung.